# Eriopyga chionosema
Eriopyga chionosema är en fjärilsart som beskrevs av George Francis Hampson 1911. Eriopyga chionosema ingår i släktet Eriopyga och familjen nattflyn. Inga underarter finns listade i Catalogue of Life.